# Trofeu Joan Antoni Samaranch (futbol)
El Trofeu Joan Antoni Samaranch va ser una competició que va acollir des de l'any 1996 a les millors seleccions autonòmiques i a potències del futbol femení europees. El què fóra president del Comitè Olímpic Internacional va dur a terme una gran tasca de promoció del futbol femení i és per això què la Federació Catalana de Futbol va decidir anomenar així aquest trofeu perquè ell fou qui va aconseguir que les noies participessin en els Jocs Olímpics.
En el seu honor, aquest trofeu es disputava cada any al camp de futbol de Santa Cristina d'Aro, lloc de residència estiuenca de l'expresident del COI.
El torneig es va disputar fins al 2006 i durant deu edicions Catalunya s'ha enfronta per aquest ordre a les seleccions de Madrid, Llenguadoc-Rosselló, Iugoslàvia, Andalusia, Suïssa, Euskadi, València, Itàlia, Holanda i Aragó amb un balanç de set victòries i tres derrotes (davant Llenguadoc-Rosselló, Itàlia i Iugoslàvia).

## Resultats
Catalunya 2 - Holanda 1
Itàlia 1 - Catalunya 1 (4-2 als penals)
Catalunya 12 - Aragó 0